# 太洪长江大桥

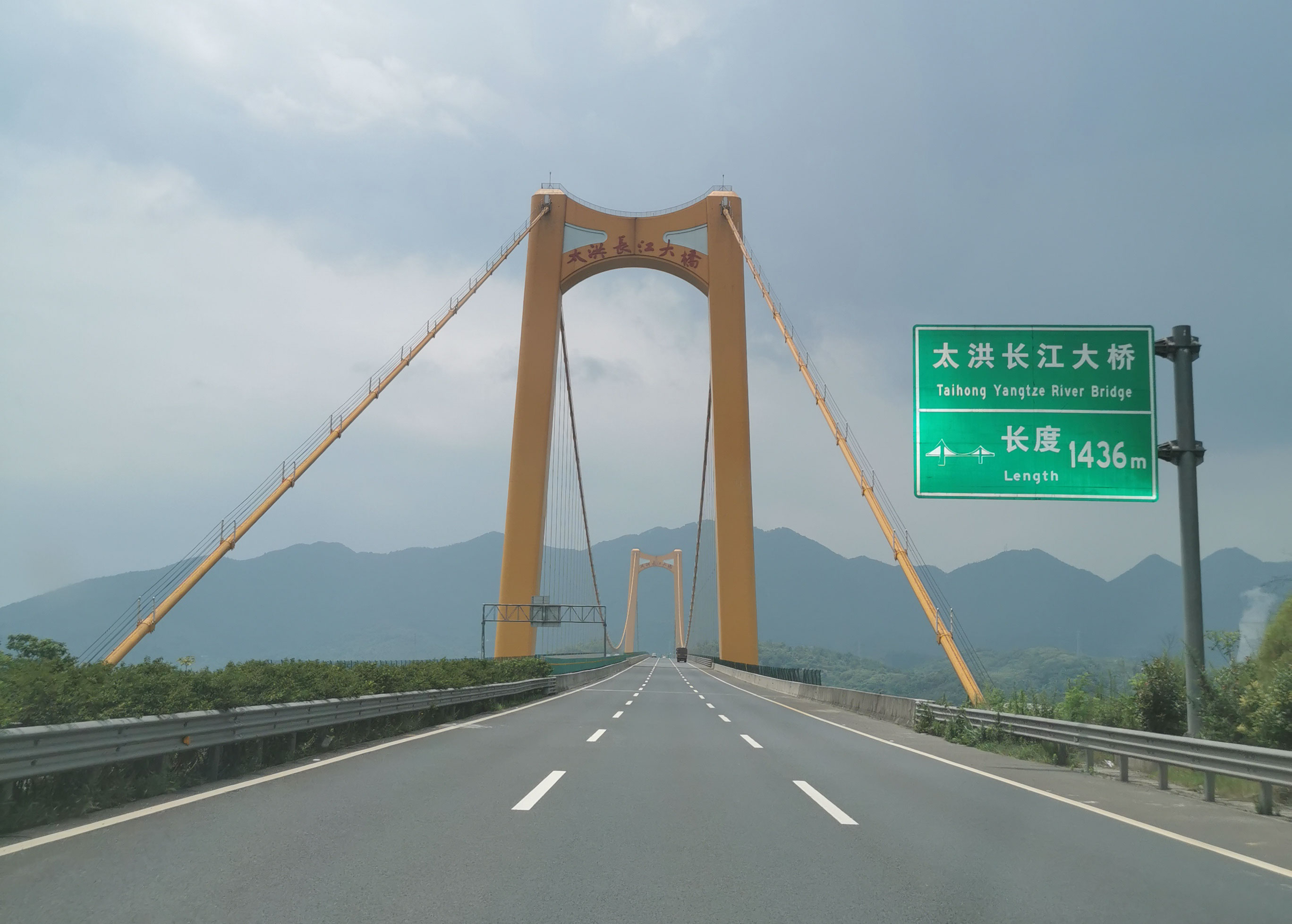
太洪长江大桥

太洪長江大橋，原名“太洪岗长江大桥”，位於重慶市渝北區太洪崗，南端位於巴南區。即御臨河匯入長江處，是南川至兩江新區高速公路的跨江橋樑。大桥全长1436米，为主跨808米、设计时速80公里，双向6车道的钢箱梁悬索桥。

## 技术参数
橋長1069m，寬32m，設計行車速度80km/h。主橋為雙塔單跨鋼箱梁懸索橋，南岸引橋、北岸引橋為先簡支後連續T梁結構。太洪崗長江大橋所處橋位屬丘陵山河谷地貌，橋橫跨長江，長江在該段順直平緩，水流從南西向北東流，河床平坦開闊。全橋位地面高程在270-160-225m，最大高差約110m。